# Constitution du Sri Lanka
Lire en ligne

Sur Wikisource : Constitution du Sri Lanka

Constitution du Sri Lanka de 1972
La Constitution de la République démocratique socialiste du  Sri Lanka (Constitution of the Democratic Socialist Republic of Sri Lanka) est actuellement la Constitution du Sri Lanka. Elle est promulguée la première fois par l'Assemblée Nationale du Sri Lanka le 7 septembre 1978. C'est la seconde constitution de la république et la troisième depuis l'indépendance de Ceylan en 1948.
Au 20 avril 2015, elle a été amendée 18 fois.

## Amendements
| Amendement     | Date             | Description | Détails |
| -------------- | ---------------- | --- | --- |
| 1er Amendement | 20 novembre 1978 | En rapport avec la juridiction de la Cout d'appel | |
| 2e Amendement  | 26 février 1979  | En rapport avec les démissions et les expulsions du Premier Parlement | |
| 3e Amendement  | 27 août 1982     | Permet au Président du Sri Lanka de pouvoir postuler pour un second mandat après 4 ans; Gère la vacance du poste de Président | |
| 4e Amendement  | 23 décembre 1982 | Extension de la durée du Premier Parlement | L'amendement a été voté par le référendum srilankais de 1982 |
| 5e Amendement  | 25 février 1983  | Pour organiser des élections partielles quand une vacance de député n'est pas remplacé par un membre du parti | |
| 6e Amendement  | 8 août 1983      | Interdiction de violer l'intégrité territoriale | Cet amendement est voté 2 semaines après le début de la guerre civile, et juste après les événements de Juillet noir. Il rend inconstitutionnel tous les partis politiques tamouls cherchant à obtenir l'état indépendant de l'Eelam Tamoul. |
| 7e Amendement  | 4 octobre 1983   | En rapport avec les commissaires de le Haute cour de Justice, et la création du district de Kilinochchi | |
| 8e Amendement  | 6 mars 1984      | Nomination du conseil du Président | |
| 9e Amendement  | 24 août 1984     | En rapport avec les fonctionnaires souhaitant participer à des élections | |
| 10e Amendement | 6 août 1986      | Abroger la section exigeant la majorité au deux tiers du Parlement, en vertu de l'Ordonnance sur la sécurité publique | |
| 11e Amendement | 6 mai 1987       | Prévoir un budget fiscal sur l'ensemble de l'île; également relative aux séances de la cour d'appel | |
| 12e Amendement | Annulé           | | |
| 13e Amendement | 14 novembre 1987 | Intègre la langue tamoul comme langue officielle du pays, et de l'anglais comme langue intermédiaire. Mise en place des Conseils provinciaux. | Cet amendement est négocié par l'Inde pour arrêter la guerre civile. La guerre avait commencé à cause de la loi Sinhala Only Act rendant la langue cingalaise seule langue officielle du pays. |
| 14e Amendement | 24 mai 1988      | Extension de l'immunité du Président; Augmentation du nombre de députés à 225; Validité du référendum; Nomination de la commission pour la division des districts électoraux; Mise en place d'une représentation proportionnelle pour 1/8 du nombre total de députés; répartition des 29 membres une liste nationale               | |
| 15e Amendement | 17 décembre 1988 | Abroger l'article 96A pour éliminer les zones et réduire le point limite au 1 / 20ème | |
| 16e Amendement | 17 décembre 1988 | Pour faire en sorte que les langues cingalaises et tamouls soient des langues d'administration et de législation | |
| 17e Amendement | 3 octobre 2001   | Prendre des dispositions pour le Conseil constitutionnel et les commissions indépendantes | |
| 18e Amendement | 8 septembre 2010 | Supprimer la phrase qui mentionne la limite de la réélection du Président à 2 mandats et proposer la nomination d'un conseil parlementaire qui décide de la nomination de postes indépendants comme les commissaires aux élections, les droits de l'homme et les juges de la Cour suprême                                          | Misant sur sa victoire dans la guerre civile d'avril 2009, Mahinda Rajapaksa a été réélu Président en janvier 2010 pour un deuxième mandat. Moins de 6 mois plus tard, cet amendement est fortement vu comme anti-démocratique car il cherche à placer ces hommes aux postes qui doivent le juger, et cherche à obtenir un 3ème mandat inédit dans le pays. |
| 19e Amendement | 28 avril 2015    | Annule le 18e amendement, tout en remettant en place le 17e amendement annulé, pour établir des Commissions Indépendantes; Supprimer les pouvoirs Présidentiels Exécutifs et limiter le mandat du Président à cinq ans. Le Président continue à opérer en tant que Chef de l'Etat, Chef du Gouvernement et chef des forces armées. | |
| 20e Amendement | Proposé          | Tenir toutes les élections des conseils provinciaux le même jour. | |